# Bourbonnais (Illinois)
Bourbonnais es una villa situada en el condado de Kankakee, Illinois, Estados Unidos. Tiene una población estimada, a mediados de 2022, de 18 008 habitantes.

## Geografía
La localidad está ubicada en las coordenadas 41°10′59″N 87°52′42″O / 41.18306, -87.87833 (41.183002, -87.878465). Según la Oficina del Censo, tiene una superficie de 24.11 km², correspondientes en su totalidad a tierra firme.

## Demografía
Según el censo de 2020, en ese momento la localidad tenía una población de 18 164 habitantes. La densidad de población era de 753.38 hab./km². El 79.26% de los habitantes eran blancos, el 9.59% eran afroamericanos, el 0.27% eran amerindios, el 2.33% eran asiáticos, el 2.17% eran de otras razas y el 6.38% eran de una mezcla de razas. Del total de la población el 6.61% eran hispanos o latinos de cualquier raza.